# Georges-Frédéric Roskopf

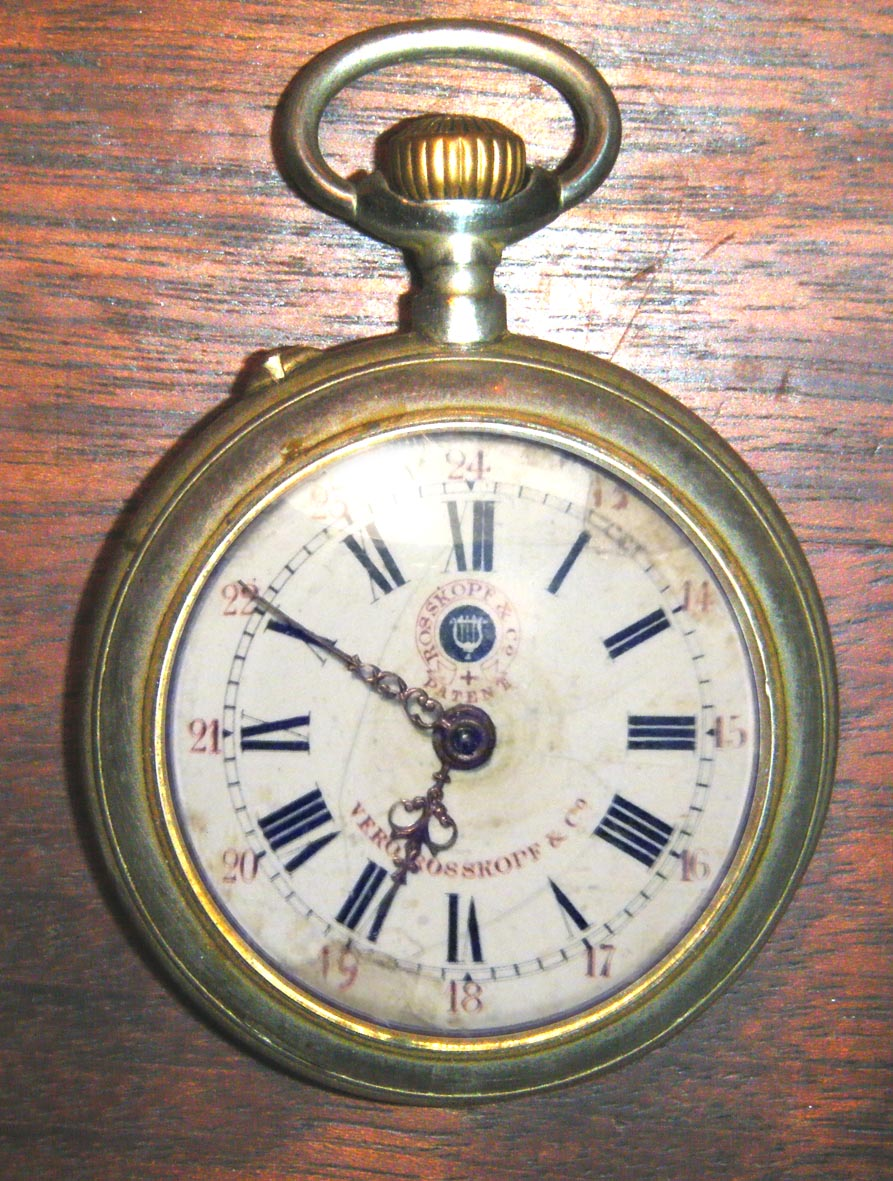
La foto rappresenta un Rosskopf (con due 's'), una delle innumerevoli imitazioni dell'originale. Il trucco della doppia 's' serviva per aggirare il marchio registrato.

Georges-Frédéric Roskopf (Niderweiler, 15 maggio 1813 – Berna, 14 aprile 1889) è stato un inventore tedesco naturalizzato svizzero, inventore del movimento per orologi da tasca che da lui prende il nome di "scappamento Roskopf".

## Biografia
Si trasferì in giovane età, nel 1829, a La Chaux-de-Fonds. Iniziò come apprendista impiegato presso una ditta di orologeria. Dopo diverse peripezie lavorative nel 1860 intraprese la progettazione di un orologio semplificato, solido, che non doveva costare più di una settimana di lavoro di un operaio. Lo chiamò "montre prolétaire". La produzione del suo orologio iniziò nel 1867.
Il progetto consisteva nella realizzazione di un meccanismo segnatempo composto da 57 pezzi invece dei 160 pezzi necessari per costruire un orologio da tasca convenzionale.
Avversato dagli orologiai di La Chaux-de-Fonds per paura che una produzione di massa avrebbe potuto compromettere il loro lavoro, l'orologio Roskopf,  benché meno preciso rispetto alla concorrenza, ebbe comunque successo in tutte le classi sociali sia per il suo costo concorrenziale sia per la sua resistenza agli urti. Ad oggi può essere considerato, con le dovute differenze, uno Swatch ante litteram; ne vennero costruiti più di 20 milioni di esemplari.

## Il Roskopf nei media
Nel film Il testimone di Pietro Germi del 1946 l'orologio da tasca Roskopf è citato più volte in quanto utilizzato quotidianamente da uno dei protagonisti (il rag. Marchi).
Nel film La banda degli onesti di Camillo Mastrocinque del 1956, Totò impegna un orologio da tasca Roskopf, storpiandone il nome in "sarcofago", per avere una banconota da diecimila lire da usare come modello.
Nel film “Operazione San Gennaro” del 1966 diretto da Dino Risi, quando vengono spiegati i dettagli dell’operazione, “Il capitano”, uno dei componenti della banda parla di un Roskopf con catena pignorato.